# John McKinley

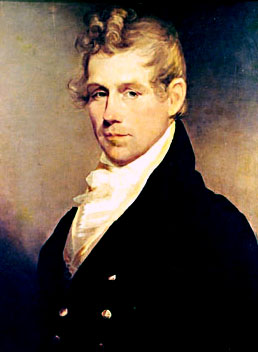
John McKinley

John McKinley (* 1. Mai 1780 im Culpeper County, Virginia; † 19. Juli 1852 in Louisville, Kentucky) war ein US-amerikanischer Politiker (Demokratische Partei), der den Bundesstaat Alabama in beiden Kammern des US-Kongresses vertrat. Er gehörte zudem als Associate Justice dem Obersten Gerichtshof der Vereinigten Staaten an.
Der in Virginia geborene McKinley zog mit seinen Eltern nach Kentucky, als er noch ein Kind war. In diesem Staat studierte er die Rechte und wurde 1800 in die Anwaltskammer aufgenommen, woraufhin er zunächst in Frankfort und Louisville praktizierte. Später zog er dann nach Huntsville in Alabama.
Dort begann seine politische Laufbahn mit der Mitgliedschaft im Repräsentantenhaus des Staates, dem er von 1820 bis 1822 angehörte. Nach dem Tod von US-Senator Henry H. Chambers wurde er 1826 erstmals in den Kongress gewählt, wo er dessen bis zum 3. März 1831 dauernde Amtszeit beendete; er bewarb sich vergeblich um die Wiederwahl.
Nach einer weiteren Sitzungsperiode im Repräsentantenhaus von Alabama im Jahr 1831 kandidierte McKinley 1832 für einen Sitz im US-Repräsentantenhaus, wo er Alabama nach erfolgreicher Wahl vom 4. März 1833 bis zum 3. März 1835 vertrat. Zur Wiederwahl trat er nicht an; stattdessen gehörte er ein weiteres Mal der Legislative von Alabama an. Schließlich war er im Jahr 1836 noch einmal demokratischer Kandidat für den Sitz im Senat, den er dann auch errang; jedoch nahm er dieses Mandat nur vom 4. März 1837 bis zu seinem schnellen Rücktritt am 22. April desselben Jahres wahr.
Grund für den Mandatsverzicht war die Berufung zum Richter am Supreme Court durch US-Präsident Martin Van Buren. Die offizielle Nominierung erfolgte im September 1837; sein Amt trat McKinley dann im folgenden Januar an. In den knapp 15 Jahren seiner Zugehörigkeit zum Obersten Gerichtshof steuerte er nur wenige eigene Akzente zu dessen Urteilen bei; sein Augenmerk lag vor allem auf den Rechten der Bundesstaaten. Er starb noch während seiner Amtszeit im Juli 1852.